# Nič ni lepšega (album)
Nič ni lepšega je album ansambla Tonija Verderberja, ki je bil izdan leta 1992 pri založbi Sraka. Album ima ime po prvi skladbi na albumu. Izdan je bil kot avdiokaseta. To je njihov peti studijski album. 
Fotografijo za naslovnico albuma je fotografiral Marko Klinc. 

## Seznam pesmi

### Stran A
1. »Nič ni lepšega« (T. Verderber, F. Požek) - 3:00
2. »Tiho teče reka« (T. Verderber, F. Požek) - 3:20
3. »Fantovska« (T. Verderber, T. Gašperič) - 3:06
4. »Spomin na božični večer« (T. Verderber, F. Požek) - 4:40
5. »Na veselici« (T. Verderber) - 2:00

### Stran B
1. »Veter je napisal pravljico« (T. Verderber, F. Požek) - 3:30
2. »Kam bova vandrala« (ljudska, prir. T. Verderber) - 3:46
3. »Prijatelj« (T. Verderber, T. Gašperič) - 3:08
4. »Dallas polka« (T. Verderber, T. Verderber) - 3:10
5. »Vrt brez smeha« (T. Verderber, T. Gašperič) - 2:16